# Orchidea selvaggia 2
Orchidea selvaggia 2 (Wild Orchid II: Two Shades of Blue) è un film erotico statunitense del 1991 diretto da Zalman King. La pellicola sfrutta, nel titolo, il nome del più celebre Orchidea selvaggia del 1989, senza avere in realtà alcun punto in comune con esso.

## Trama
Sud della California, anni 50. La giovane Blue, dopo alcune vicissitudini familiari, rimane orfana. Elle, la madame di un bordello di alta classe, la prende sotto la sua custodia facendole conoscere un nuovo mondo, fatto di passioni e di piacere, ma anche di rigide e severe regole. Quando Blue conosce un ragazzo per bene, di nome Brent, se ne innamora senza però rivelargli mai nulla della sua doppia vita. A questo punto la ragazza si trova davanti ad un bivio e deve scegliere se conviene o meno confidare al ragazzo la verità con il rischio, però, di poterlo perdere.

## Promozione

### Slogan
"Una nuova conturbante avventura dei sensi" è lo slogan utilizzato per la promozione del film, sui quotidiani, all'epoca della sua programmazione nelle sale.

## Distribuzione
Il film è stato distribuito nelle sale cinematografiche italiane nel mese di novembre del 1991.

### Data di uscita
Le date di uscita internazionali nel corso degli anni sono state:
- 29 novembre 1991 in Italia[3]
- 07 maggio 1992 in Germania (Wilde Orchidee 2)[4]
- 08 maggio 1992 negli USA (Wild Orchid II: Two Shades of Blue)[5]

## Accoglienza
A differenza del precedente film con Mickey Rourke questa pellicola non è stata un successo al botteghino. La critica, invece, non ha apprezzato il riferimento alla precedente pellicola per il fatto che non esiste nessun punto in comune con essa, se non il titolo e il genere (erotico).

## Sequel
- Orchidea selvaggia 3 (Red Shoe Diaries), film tv del 1992 diretto sempre da Zalman King.